# Rod Brind'Amour
Rod Jean Brind'Amour (* 9. srpna 1970 Ottawa) je bývalý kanadský hokejista, který hrál naposledy v NHL v klubu Carolina Hurricanes, jehož je v současnosti hlavním trenérem.
Rod Brind'Amour přezdívaný Roddy měří 185 centimetrů a váží okolo 91 kilogramů. Hrál na pozici centra. V roce 1988 byl draftován do NHL klubem St. Louis Blues (1. volba, 9. celkově). V letech 2006 a 2007 získal Frank J. Selke Trophy (trofej pro útočníka, který nejlépe plní obranné úkoly). V září 2010 přijal nabídku Caroliny a stal se po ukončení hráčské kariéry ředitelem pro rozvoj útočníků Hurricanes.
Od roku 2018 je hlavním koučem týmu Carolina Hurricanes, s nímž dosáhl nejrychleji v historii 300 vítězství.

## Klubové statistiky
| Sezona                 | Klub                      | Soutěž      | Základní část | Základní část | Základní část | Základní část | Základní část | Play off | Play off | Play off | Play off | Play off |
| Sezona                 | Klub                      | Soutěž      | Z             | G             | A             | B             | TM            | Z        | G        | A        | B        | TM       |
| ---------------------- | ------------------------- | ----------- | ------------- | ------------- | ------------- | ------------- | ------------- | -------- | -------- | -------- | -------- | -------- |
| 1986–87                | Notre Dame Hounds         | SMHL        | 33            | 38            | 50            | 88            | 66            | —        | —        | —        | —        | —        |
| 1987–88                | Notre Dame Hounds         | SJHL        | 56            | 46            | 61            | 107           | 136           | —        | —        | —        | —        | —        |
| 1988–89                | Michigan State University | NCAA        | 42            | 27            | 32            | 59            | 63            | —        | —        | —        | —        | —        |
| 1988–89                | St. Louis Blues           | NHL         | —             | —             | —             | —             | —             | 5        | 2        | 0        | 2        | 4        |
| 1989–90                | St. Louis Blues           | NHL         | 79            | 26            | 35            | 61            | 46            | 12       | 5        | 8        | 13       | 6        |
| 1990–91                | St. Louis Blues           | NHL         | 78            | 17            | 32            | 49            | 93            | 13       | 2        | 5        | 7        | 10       |
| 1991–92                | Philadelphia Flyers       | NHL         | 80            | 33            | 44            | 77            | 100           | —        | —        | —        | —        | —        |
| 1992–93                | Philadelphia Flyers       | NHL         | 81            | 37            | 49            | 86            | 89            | —        | —        | —        | —        | —        |
| 1993–94                | Philadelphia Flyers       | NHL         | 84            | 35            | 62            | 97            | 85            | —        | —        | —        | —        | —        |
| 1994–95                | Philadelphia Flyers       | NHL         | 48            | 12            | 27            | 39            | 33            | 15       | 6        | 9        | 15       | 8        |
| 1995–96                | Philadelphia Flyers       | NHL         | 82            | 26            | 61            | 87            | 110           | 12       | 2        | 5        | 7        | 6        |
| 1996–97                | Philadelphia Flyers       | NHL         | 82            | 27            | 32            | 59            | 41            | 19       | 13       | 8        | 21       | 10       |
| 1997–98                | Philadelphia Flyers       | NHL         | 82            | 36            | 38            | 74            | 54            | 5        | 2        | 2        | 4        | 7        |
| 1998–99                | Philadelphia Flyers       | NHL         | 82            | 24            | 50            | 74            | 47            | 6        | 1        | 3        | 4        | 0        |
| 1999–00                | Philadelphia Flyers       | NHL         | 12            | 5             | 3             | 8             | 4             | —        | —        | —        | —        | —        |
| 1999–00                | Carolina Hurricanes       | NHL         | 33            | 4             | 10            | 14            | 22            | —        | —        | —        | —        | —        |
| 2000–01                | Carolina Hurricanes       | NHL         | 79            | 20            | 36            | 56            | 47            | 6        | 1        | 3        | 4        | 6        |
| 2001–02                | Carolina Hurricanes       | NHL         | 81            | 23            | 32            | 55            | 40            | 23       | 4        | 8        | 12       | 16       |
| 2002–03                | Carolina Hurricanes       | NHL         | 48            | 14            | 23            | 37            | 37            | —        | —        | —        | —        | —        |
| 2003–04                | Carolina Hurricanes       | NHL         | 78            | 12            | 26            | 38            | 28            | —        | —        | —        | —        | —        |
| 2004–05                | Kloten Flyers             | NL A        | 2             | 2             | 1             | 3             | 0             | —        | —        | —        | —        | —        |
| 2005–06                | Carolina Hurricanes       | NHL         | 78            | 31            | 39            | 70            | 68            | 25       | 12       | 6        | 18       | 16       |
| 2006–07                | Carolina Hurricanes       | NHL         | 78            | 26            | 56            | 82            | 46            | —        | —        | —        | —        | —        |
| 2007–08                | Carolina Hurricanes       | NHL         | 59            | 19            | 32            | 51            | 38            | —        | —        | —        | —        | —        |
| 2008–09                | Carolina Hurricanes       | NHL         | 80            | 16            | 35            | 51            | 36            | 18       | 1        | 3        | 4        | 8        |
| 2009–10                | Carolina Hurricanes       | NHL         | 80            | 9             | 10            | 19            | 36            | —        | —        | —        | —        | —        |
| NHL celkově            | NHL celkově               | NHL celkově | 1484          | 452           | 732           | 1184          | 1100          | 159      | 51       | 60       | 111      | 97       |
| Konec hokejové kariéry |                           |             |               |               |               |               |               |          |          |          |          |          |